# Brug bij Kanne
De brug bij Kanne is een hangbrug over het Albertkanaal nabij Kanne in de Belgische gemeente Riemst. De brug maakt deel uit van de gewestweg N619 (Grenadiersweg).

## Geschiedenis
De eerste brug op deze locatie was een vakwerkbrug die werd gebouwd bij de aanleg van het Albertkanaal in 1930. Deze brug werd op 10 mei 1940 door het Belgisch leger verwoest om de opmarks van de Duitse troepen te voorkomen.
Tijdens de Tweede Wereldoorlog was er een vlot om het kanaal over te steken. De Amerikaanse troepen hebben tijdens de bevrijding het kanaal gedeeltelijk gedempt om snel de oversteek te kunnen maken. Na de oorlog werd er een houten noodbrug aangelegd.

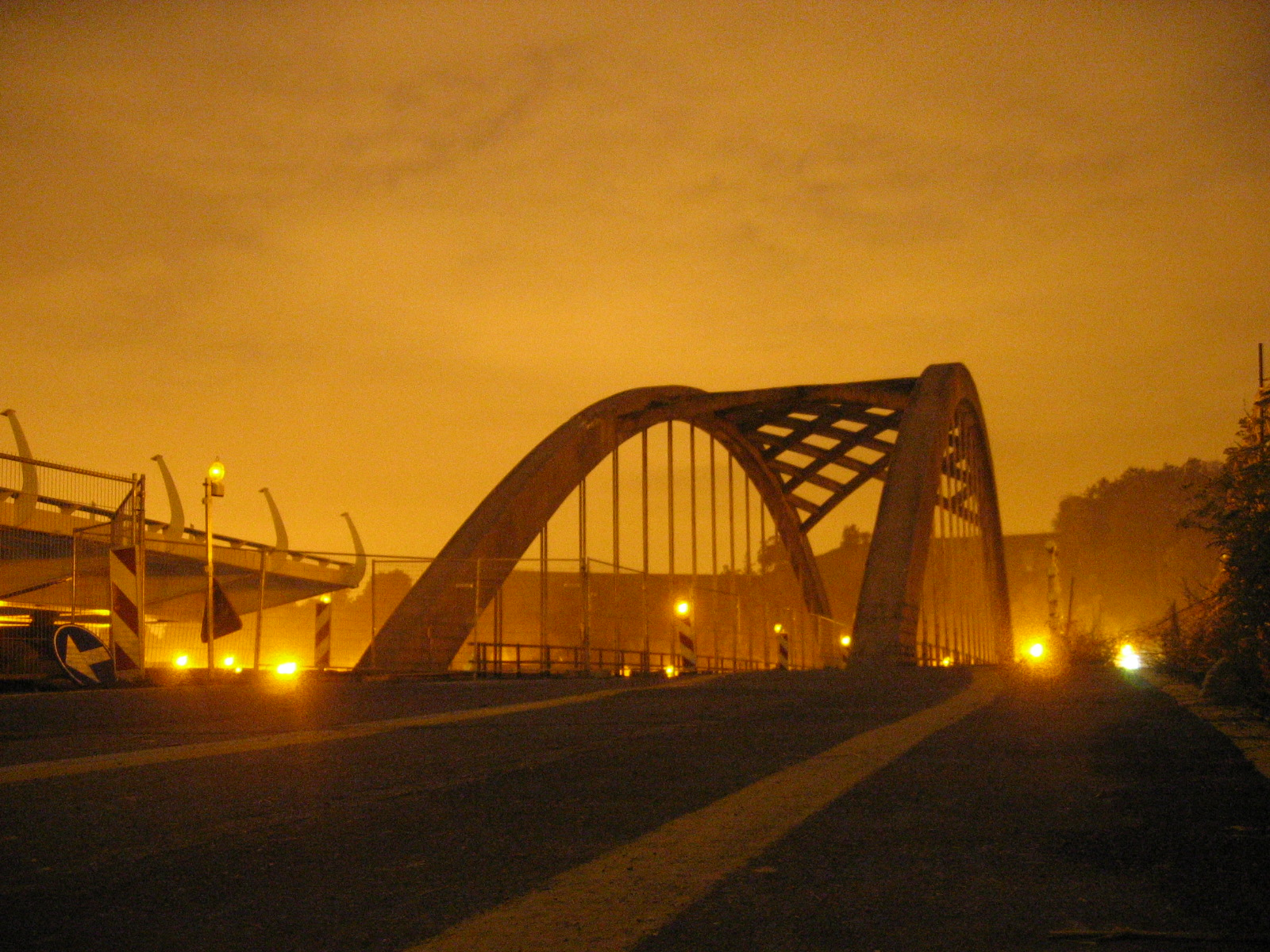
Oude boogbrug bij Kanne bij nacht, tijdens de bouw van de nieuwe brug.

In maart 1950 werd begonnen met de bouw van een betonnen boogbrug. De aannemer was Arthur Moens van Etterbeek uit Brussel. In oktober 1951 was de brug klaar, tegelijk met de nieuwe macadamweg van de molen van Opkanne tot de kruising Oudeweg/Nieuweweg. Het betonnen deel van de brug is in een keer gegoten om een gelijkmatige uitharding te krijgen.
In 2004 werd de huidige, 120 meter lange, brug gebouwd naar een ontwerp van het ingenieursbureau Greisch. De brug is op 19 september 2004 ingehesen, naast de oude brug, die vervolgens gesloopt is. Het is de eerste hangbrug in België.  De brug heeft ongeveer 9,4 miljoen euro gekost.